# Eglolf Blarer
Eglolf Blarer (* in Konstanz; † 20. Mai 1442) war von 1426 bis 1442 Abt des Klosters St. Gallen.

## Leben
Eglolf war ein Spross der bedeutenden zum Adel gehörigen Handelsfamilie der Blarer, die ursprünglich in St. Gallen beheimatet, seit einer Generation aber in Konstanz ansässig war. Er war Mönch im Kloster St. Blasien, wo er die Ämter des Grosskellers und Priors bekleidete. Papst Martin V. ernannte ihn am Ende 1426 oder Anfang 1427 zum Abt von St. Gallen. Am 25. Januar 1427 erscheint er erstmals urkundlich im Amt.
«1436 erhielt er vom Basler Konzil das Privileg, sich von irgendeinem Bischof oder Abt weihen zu lassen, falls der Ordinarius die Weihe verweigern sollte, wie auch dass der die Vikare für Kirchgemeinden der Stadt selbst bestimmen durfte, die jurisdiktionell dem Abt und dem Konvent unterstanden.»
Kaiser Sigmund bestätigte am 28. November 1430 die Regalien samt den Lehen und Rechten, ebenso sein Nachfolger, Albrecht II. am 3. Juli 1439.

## Wirken
Die finanzielle Notlage des Klosters brachte den Abt dazu, bei der päpstlichen Kammer um Stundung der Bezahlung der Gebühren zu bitten. Auch die «Appenzellerwirren», die in einem Streit bestanden, der in der Regierungszeit des Abts Kuno von Stoffeln begonnen und mit dem Appenzellerkrieg in einem traurigen Höhepunkt gegipfelt hatte und bereits seit über zwei Jahrzehnten ungelöst war, vermochten sich unter Blarer zu entwirren. Eine Niederlage 1428 gegen Graf Friedrich VII. von Toggenburg machte die Appenzeller für Verhandlungen bereit. Am 26. Juli 1429 wurde zwischen dem Bischof von Konstanz, dem St.-Jörgen-Bund und dem Abt von St. Gallen auf der einen Seite und den Appenzellern auf der anderen der Friede geschlossen, der ziemlich genau dem Schiedsspruch der sieben Orte von 1421 unter Abt Heinrich von Mansdorf entsprach.
Unter Abt Eglolf fanden sowohl die Appenzellerwirren als auch der Alte Zürichkrieg ein Ende, worauf der Abt mit Schwyz am 18. Mai 1437 ein Landrecht auf 20 Jahre einging. Darin manifestierte sich die politische Umorientierung der Abtei zur Eidgenossenschaft hin zum ersten Mal.
Am 16. März 1427 und 28. September 1429 bestätigte Abt Eglolf die Rechte und Freiheiten der Städte Wil und St. Gallen erneut.
Seine Bemühungen sollen ausserdem dem inneren Aufbau des Klosters gegolten haben. Dazu berief er Mönche der Abtei Hersfeld, die der Bursfelder Kongregation angehörten. Er schaffte den Eigenbesitz der Mönche nach der Benediktsregel ab, hob die Pfründenorganisationen der Klosterämter auf und führte das gemeinsame Leben wieder ein.
Er soll die Konventgebäude, die unter dem Brand von 1418 gelitten hatten, wieder instand gesetzt, 1439 mit dem Bau eines neuen Chores, der allerdings nicht mehr vollendet werden konnte, begonnen und die Klosterschule eingerichtet haben.
Die Hersfelder Reformmönche entfernte er 1440 wieder, da sie mit Hilfe einer Visitation des Basler Konzils auch den Abt zu ihrer strengen Ordnung zu verpflichten suchten. Stattdessen berief er solche aus dem Kloster Kastl.